# Emil Hagström (konstnär)
Carl Emil Hagström, född 6 mars 1892 i Stockholm, död 17 augusti 1982 i Högalids församling i Stockholm, var en svensk målare och konservator.
Han var son till färgmästaren Anders Johan Hagström och hans maka Anna och från 1920 gift med Astrid Arleij. Hagström studerade för Carl Wilhelmson 1919–1920 samt under studieresor till England, Nederländerna, Frankrike och upprepade gånger till Danmark och England. Han bedrev under flera år sitt konstnärskap som en hobby vid sidan av sin verksamhet som tavelkonservator. Han medverkade visserligen i några utställningar med Sveriges allmänna konstförening under 1920-talet men debuterade som konstnär med en separatutställning på Modern konst i hemmiljö 1942 som följdes upp med en utställning på Färg och Form 1950. Hans konst består av blomstermotiv, figursaker, porträtt och landskapsmålningar från Öland, Härjedalen och Stockholmstrakten samt dekorativa arbeten som fresker med antika motiv. Hagström är representerad vid Nationalmuseum, Moderna museet, Stockholms stadsmuseum, Kalmar konstmuseum och Eskilstuna konstmuseum. Makarna Hagström är gravsatta i Högalids kolumbarium i Stockholm.